# Ligne Kishin
La ligne Kishin (姫新線, Kishin-sen) est une ligne ferroviaire japonaise exploitée par la West Japan Railway Company (JR West) reliant Himeji dans la préfecture de Hyōgo à Niimi dans la préfecture d'Okayama.

## Histoire
La ligne a ouvert en 1923 de Tsuyama à Mimasaka-Oiwake. Elle a été prolongée par étapes jusqu'à Niimi en 1929. La section de Himeji à Tsuyama a ouvert par étapes à partir de 1930 et la ligne a été achevée en 1936.

## Caractéristiques

### Tracé
La ligne traverse les préfectures de Hyōgo et d'Okayama. Longue de 158,1 km, elle comprend 36 gares avec une distance moyenne de 4,52 km entre chaque gare.
La ligne Kishin est identifiée par le symbole K entre la gare de Himeji et Kōzuki.

### Liste des gares
- Les trains de type Local s'arrêtent à toutes les gares.
- Les trains Rapid Service sont sur la colonne R

| Gare              | Nom japonais | Distance entre chaque gare | Distance depuis Himeji | R | Correspondances | Localisation | Localisation         |
| ----------------- | ------------ | -------------------------- | ---------------------- | - | --- | ------------ | -------------------- |
| Himeji            | 姫路         | -                          | 0,0                    |   | JR West : ligne Shinkansen Sanyō, ligne Sanyō, ligne JR Kobe, ligne Bantan Sanyo Electric Railway : ligne principale Sanyō (à Sanyo Himeji) | Himeji       | préfecture de Hyōgo  |
| Harima-Takaoka    | 播磨高岡     | 3,8                        | 3,8                    |   | | Himeji       | préfecture de Hyōgo  |
| Yobe              | 余部         | 2,3                        | 6,1                    |   | | Himeji       | préfecture de Hyōgo  |
| Ōichi             | 太市         | 3,8                        | 9,9                    |   | | Himeji       | préfecture de Hyōgo  |
| Hon-Tatsuno       | 本竜野       | 5,0                        | 14,9                   |   | | Tatsuno      | préfecture de Hyōgo  |
| Higashi-Hashisaki | 東觜崎       | 2,9                        | 17,8                   |   | | Tatsuno      | préfecture de Hyōgo  |
| Harima-Shingū     | 播磨新宮     | 4,3                        | 22,1                   |   | | Tatsuno      | préfecture de Hyōgo  |
| Sembon            | 千本         | 5,5                        | 27,6                   |   | | Tatsuno      | préfecture de Hyōgo  |
| Nishi-Kurisu      | 西栗栖       | 3,6                        | 31,2                   |   | | Tatsuno      | préfecture de Hyōgo  |
| Mikazuki          | 三日月       | 5,4                        | 36,6                   |   | | Sayō         | préfecture de Hyōgo  |
| Harima-Tokusa     | 播磨徳久     | 5,9                        | 42,5                   |   | | Sayō         | préfecture de Hyōgo  |
| Sayo              | 佐用         | 3,4                        | 45,9                   |   | Chizu Express : ligne Chizu | Sayō         | préfecture de Hyōgo  |
| Kōzuki            | 上月         | 5,0                        | 50,9                   |   | | Sayō         | préfecture de Hyōgo  |
| Mimasaka-Doi      | 美作土居     | 6,7                        | 57,6                   |   | | Mimasaka     | préfecture d'Okayama |
| Mimasaka-Emi      | 美作江見     | 5,4                        | 63,0                   |   | | Mimasaka     | préfecture d'Okayama |
| Narahara          | 楢原         | 3,4                        | 66,4                   |   | | Mimasaka     | préfecture d'Okayama |
| Hayashino         | 林野         | 4,0                        | 70,4                   |   | | Mimasaka     | préfecture d'Okayama |
| Katsumada         | 勝間田       | 3,9                        | 74,3                   |   | | Shōō         | préfecture d'Okayama |
| Nishi-Katsumada   | 西勝間田     | 3,0                        | 77,3                   |   | | Shōō         | préfecture d'Okayama |
| Mimasaka-Ōsaki    | 美作大崎     | 2,0                        | 79,3                   |   | | Tsuyama      | préfecture d'Okayama |
| Higashi-Tsuyama   | 東津山       | 4,4                        | 83,7                   |   | JR West : ligne Inbi | Tsuyama      | préfecture d'Okayama |
| Tsuyama           | 津山         | 2,6                        | 86,3                   |   | JR West : ligne Tsuyama | Tsuyama      | préfecture d'Okayama |
| Innoshō           | 院庄         | 4,5                        | 90,8                   |   | | Tsuyama      | préfecture d'Okayama |
| Mimasaka-Sendai   | 美作千代     | 4,8                        | 95,6                   |   | | Tsuyama      | préfecture d'Okayama |
| Tsuboi            | 坪井         | 2,7                        | 98,3                   |   | | Tsuyama      | préfecture d'Okayama |
| Mimasaka-Oiwake   | 美作追分     | 5,6                        | 103,9                  |   | | Maniwa       | préfecture d'Okayama |
| Mimasaka-Ochiai   | 美作落合     | 7,0                        | 110,9                  |   | | Maniwa       | préfecture d'Okayama |
| Komi              | 古見         | 3,7                        | 114,6                  |   | | Maniwa       | préfecture d'Okayama |
| Kuse              | 久世         | 4,3                        | 118,9                  |   | | Maniwa       | préfecture d'Okayama |
| Chūgoku-Katsuyama | 中国勝山     | 4,9                        | 123,8                  |   | | Maniwa       | préfecture d'Okayama |
| Tsukida           | 月田         | 4,8                        | 128,6                  |   | | Maniwa       | préfecture d'Okayama |
| Tomihara          | 富原         | 6,1                        | 134,7                  |   | | Maniwa       | préfecture d'Okayama |
| Osakabe           | 刑部         | 6,5                        | 141,2                  |   | | Niimi        | préfecture d'Okayama |
| Tajibe            | 丹治部       | 3,8                        | 145,0                  |   | | Niimi        | préfecture d'Okayama |
| Iwayama           | 岩山         | 4,8                        | 149,8                  |   | | Niimi        | préfecture d'Okayama |
| Niimi             | 新見         | 8,3                        | 158,1                  |   | JR West : ligne Hakubi, ligne Geibi | Niimi        | préfecture d'Okayama |

### Matériel roulant

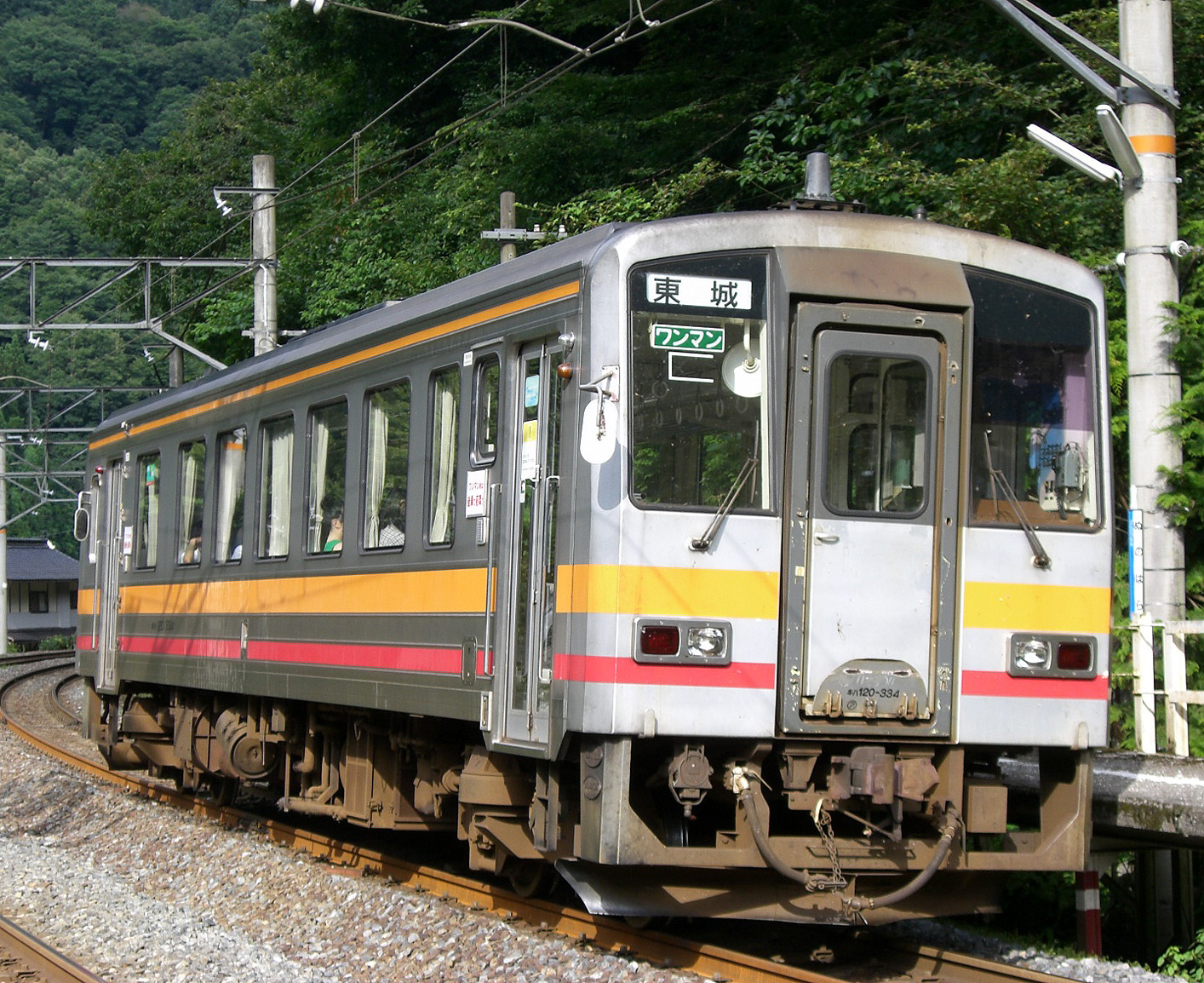
Série KiHa 120
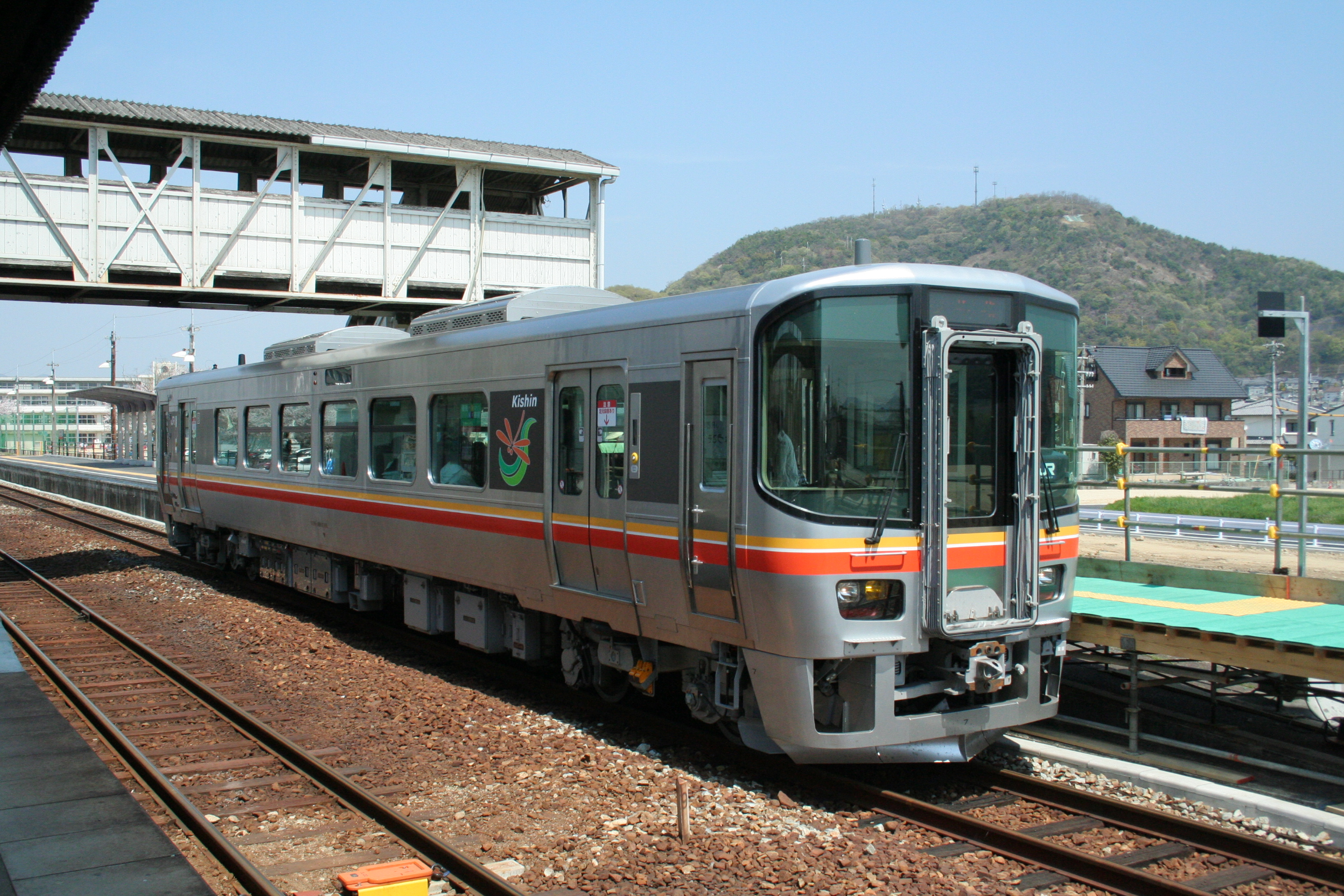
Série KiHa 122
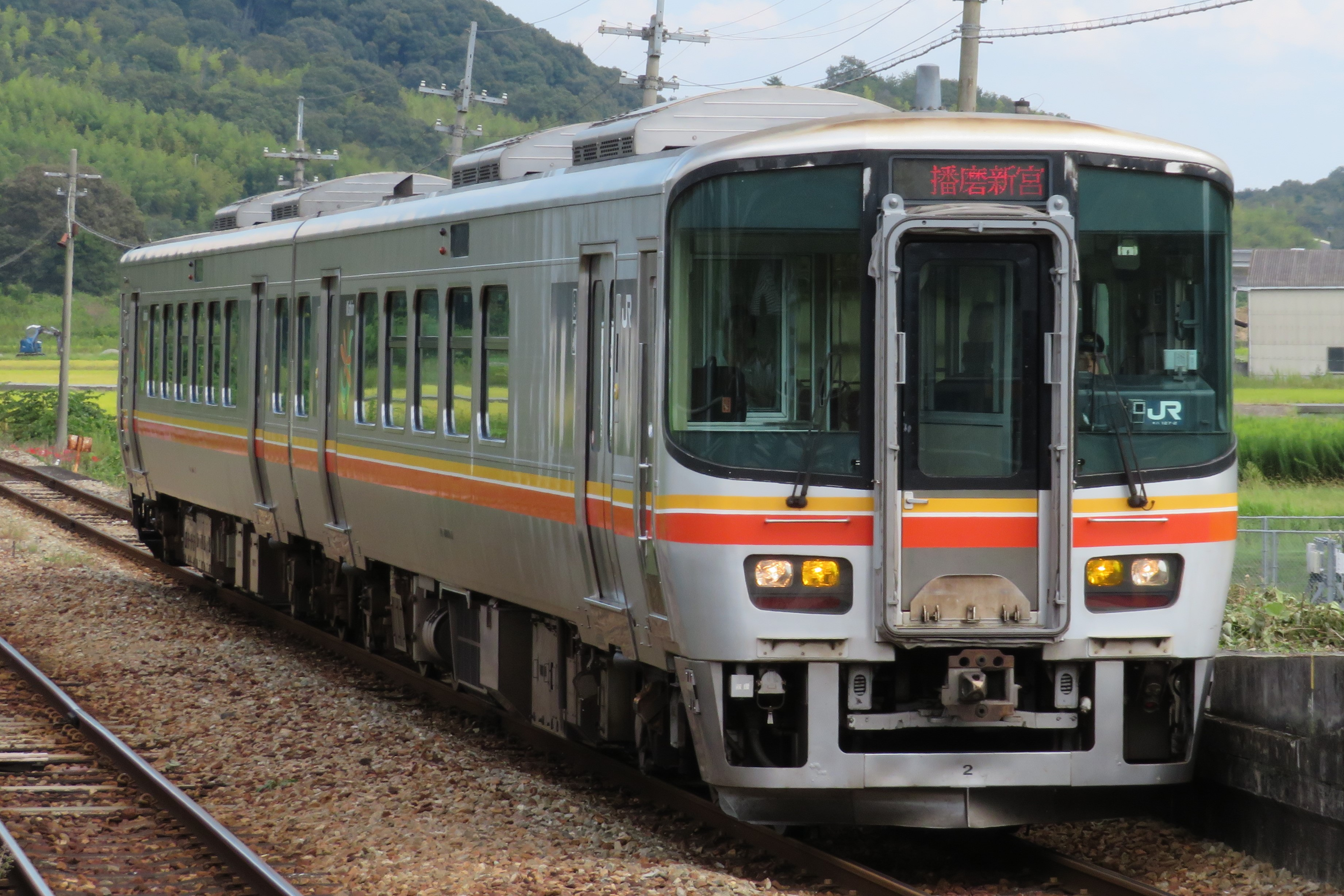
Série KiHa 127